# ماریا تیووداریو
ماریا تیووداریو (رومانیایی: Maria Tivodariu؛ زادهٔ ۲۸ ژوئن ۱۹۹۹) قایقران روئینگ زن اهل رومانی است.
وی در مسابقات کشوری و بین‌المللی در مجموع برندهٔ ۱۰ مدال طلا، ۳ مدال نقره شده است.